# Mm..Food
Mm..Food (stiliseret i store bogstaver som MM..FOOD) er det femte studiealbum af den britisk-amerikanske rapper MF Doom. Albummet blev udgivet den 16. november 2004.

## Spor
Alt tekst skrevet af Daniel Dumile, alt musik komponeret af MF Doom med mindre andet er noteret.
| Mm..Food | Mm..Food                                        | Mm..Food     | Mm..Food | Mm..Food | Mm..Food | Mm..Food | Mm..Food | Mm..Food | Mm..Food |
| #        | Titel                                           | Producer     | Længde   |          |          |          |          |          |          |
| -------- | ----------------------------------------------- | ------------ | -------- | -------- | -------- | -------- | -------- | -------- | -------- |
| 1.       | "Beef Rapp"                                     |              | 4:39     |          |          |          |          |          |          |
| 2.       | "Hoe Cakes"                                     |              | 3:45     |          |          |          |          |          |          |
| 3.       | "Potholderz" (featuring Count Bass D)           | Count Bass D | 3:20     |          |          |          |          |          |          |
| 4.       | "One Beer"                                      | Madlib       | 4:18     |          |          |          |          |          |          |
| 5.       | "Deep Fried Frenz"                              |              | 4:59     |          |          |          |          |          |          |
| 6.       | "Poo-Putt Platter"                              |              | 1:13     |          |          |          |          |          |          |
| 7.       | "Fillet-O-Rapper"                               |              | 1:03     |          |          |          |          |          |          |
| 8.       | "Gumbo"                                         |              | 0:49     |          |          |          |          |          |          |
| 9.       | "Fig Leaf Bi-Carbonate"                         |              | 3:19     |          |          |          |          |          |          |
| 10.      | "Kon Karne"                                     |              | 2:51     |          |          |          |          |          |          |
| 11.      | "Guinnessez" (featuring Angelika and 4ize)      |              | 4:41     |          |          |          |          |          |          |
| 12.      | "Kon Queso"                                     | PNS          | 4:00     |          |          |          |          |          |          |
| 13.      | "Rapp Snitch Knishes" (featuring Mr. Fantastik) |              | 2:52     |          |          |          |          |          |          |
| 14.      | "Vomitspit"                                     |              | 2:48     |          |          |          |          |          |          |
| 15.      | "Kookies"                                       |              | 4:02     |          |          |          |          |          |          |
| 48:57    |                                                 |              |          |          |          |          |          |          |          |